# Green Giant
Green Giant – amerykańskie przedsiębiorstwo branży spożywczej, należące do koncernu General Mills, zajmujące się produkcją mrożonych i puszkowanych przetworów z warzyw.
Przedsiębiorstwo zostało założone w 1903 roku w Le Sueur, w stanie Minnesota, jako Minnesota Valley Canning Company. W 1925 roku powstała marka Green Giant, pod którą sprzedawany był groszek, a od 1950 roku przedsiębiorstwo nosi nazwę na Green Giant Company. W 1979 roku Green Giant połączył się z Pillsbury, a w 2001 roku oba przedsiębiorstwa zostały wykupione przez koncern General Mills.
Charakterystyczną maskotką przedsiębiorstwa jest zielony gigant (ang. Green Giant).
We Francji oraz francuskojęzycznej części Kanady produkty przedsiębiorstwa oferowane są pod marką Géant Vert.